# Cultura esperantista
A cultura esperantista (ou cultura do esperanto) refere-se à experiência cultural compartilhada do esperanto, ou comunidade de língua esperanto. Apesar de ser uma língua artificial, o Esperanto tem uma história que remonta ao final do século XIX, e toma normas socioculturais compartilhadas se desenvolveram entre seus falantes. Algumas delas podem ser traçadas as ideias iniciais do criador da língua, Ludwig Zamenhof, incluindo a teoria de que uma segunda língua global promoveria a comunicação internacional. O Esperanto faz parte do patrimônio cultural imaterial na Polônia (desde 2014) e na Croácia (desde 2019).
Inventado como idioma de grande comunicação, o Esperanto evoluiu como língua de comunicação alternativa. Nascido de um sonho de paz e fraternidade, através do seu uso diário e familiar gerou uma comunidade de diáspora e uma literatura original. Segundo Giorgio Silfer as características da cultura esperantista se incluem a produção literária, mas também teatral, musical, cômica e cinematográfica
A cultura esperantista é um ponto de partida para outras culturas (esta é uma característica essencial para ela, mais do que para as línguas nacionais dominantes). Em geral, a cultura esperantista é intercultural e se desenvolve principalmente nos campos já mencionados, mas também no campo da amizade internacional (Semajno de Internacia Amikeco - Semana Internacional da Amizade) e da hospitalidade (Pasporta Servo - Serviço de Passaportes). A cultura esperantista abrange, além dos símbolos, também costumes comunitários, até mesmo ideologias diversas, conforme explicado no Manifesto de Praga e para alguns a cultura esperantista dá suporte à identidade esperantista. Sendo uma língua-ponte, o Esperanto acelera a comunicação entre culturas e línguas.